# Міжнародна школа Танганьїки
Міжнародна школа Танганьїки (англ. International School of Tanganyika (IST); (суах. Shule ya Kimataifa ya Tanganyika)  — незалежна некомерційна міжнародна школа, розташована в Дар-ес-Саламі, Танзанія. Кампус початкової школи розташовується на розі вулиці Каленґа (англ. Kalenga Street) та Дороги Об'єднаних Націй (англ. United Nations Road), а кампус середньої школи — на розі вулиць Чоул-роуд (англ. Chole Roud) та вулиці Руву (англ. Ruvu Street), поруч із Скандинавською школою (англ. The Nordic School) на півострові Мсасані, недалеко від центру міста. У школі навчаються і виховуються діти віком від 3 років до 19 років.  
Школа є членом Ради міжнародних шкіл (англ. Council of International Schools — «CIS»), Асоціації міжнародних шкіл в Африці (англ. Association of International Schools in Africa), Центру підготовки Директорів (англ. Principals' training Center) та підтримки і розвитку інклюзивного навчання. Освітні програми та школа акредитовані Асоціацією коледжів та шкіл Середніх Штатів (англ. Middle States Association of Colleges and Schools — «M.S.A.»). та некомерційним освітнім фондом «International Baccalaureate®»., що відкриває дорогу випускникам, як у вищі навчальні заклади США та Європи, так, практично, і усього світу.
«Управління міжнародними школами» Державного департаменту США рекомендує цю школу для здобуття середньої освіти дітьми чи утриманцями громадян США, що тимчасово перебувають чи постійно проживають на території Танзанії. Станом на 2008-2009 навчальний рік у школі викладали 111 викладачів-громадян США, 5 громадян Танзанії та 71 громадянин третіх країн. Серед учнів на початок 2009 навчального року було 205 дітей чи утриманців громадян Танзанії, 676 — з інших країн та 104 — з США, причому, 34 з них — діти чи утриманці працівників дипломатичного корпусу США. 

## Коротка історія
У 1963 році в Дар-ес-Саламі за ініціативи та сприяння групи батьків, які прагнули дати своїм дітям сучасну середню освіту міжнародного рівня, було відкрито початкову школу за зразком Міжнародної школи в Женеві із освітньою програмою міжнародного бакалаврату. У вересні цього ж року заняття розпочали 214 учнів початкових класів та 9 вчителів. До кінця року кількість учнів зросла до 305, а кількість вчителів — до 15-ти.
Із зростанням учнів «зростала» і школа, і у січні 1967 її було зареєстровано як «середня школа».
1 квітня 1975 року Міністерство Земель надало у 99-річну оренду земельну ділянку на півострові Мсасані і через рік на ній розпочалося будівництво кампусу для середньої школи, яке завершилося урочистим відкриттям 30 серпня 1986 року.
Для забезпечення високої якості освіти та надання можливості випускникам школи здобувати вищу освіту у кращих навчальних закладах світу, школа розпочала впроваджувати освітні програми «IB World School» (укр. «Світової школи міжнародного бакалаврату»). 1 березня 1982 року була акредитована «IB Diploma Programme» власником та розробником цієї програми — некомерційним освітнім фондом «International Baccalaureate®», заняття за якою розпочалися у 1983 році. 11 лютого 2000 року школа акредитувала «IB Middle Years Programme», а 31 травня — успішно завершила акредитацію «IB Primary Years Programme».
1 вересня 1984 року у школі був відкритий дитячий садочок, до якого прийняли перших 96 дошкільнят.
Школа запровадила у навчальний процес освітні програми та систему тестування північноамериканських шкіл, і 21 жовтня 1986 року була акредитована Асоціацією коледжів та шкіл Середніх Штатів, що надало можливість випускникам, які успішно опанували ці програми, здобувати вищу освіту у північноамериканських університетах та коледжах.
У 1987-1989 роки школа стає однією із найкращих шкіл Танзанії і розпочинає налагоджувати зв’язки із іншими школами, суспільними організаціями та видатними особистостями. Школа налагоджує співпрацю із Європейською Радою міжнародних шкіл, та з іншими танзанійськими школами. Програми співпраці із учнями інших шкіл охоплюють такі проєкти, як допомога хворим проказою «Проказа Руфуджі», Дитячий будинок Матері Терези, Будинок Армії порятунку для дітей-інвалідів, співпраця із школою для глухих дітей Бугуруні. Програми співпраці включають спортивний обмін, мистецькі заходи, програму плавання для дівчат та спільні екскурсії до національного парку Мікумі і, звичайно, вивчення мови жестів для спілкування із новими друзями. Навчальні програми поєднуються із навчанням служінню — навчання тому, як на практиці кожна людина може служити іншим людям та живим істотам, які цього потребують, і для того, щоб рятувати і покращувати довкілля.
У 1991 школа стає першою у світі міжнародною школою, яка впроваджує у навчальний процес проєкт «Коріння і пагони», спрямований на виявлення та вирішення учнями проблем у власних громадах, що погіршують життя людей, тварин чи навколишнього середовища, започаткований Джейн Гудолл. У межах цього проєкту учні навчаються, як кожна людина може допомагати і служити іншим людям, представникам тваринного і рослинного світу нашої планети задля їх збереження та реалізують свої знання на практиці. 
У 1998 була заснована спортивна асоціація міжнародних шкіл Південної та Східної Африки «Міжнародні школи Південної та Східної Африки» (англ. International Schools of Southern and Eastern Africa (ISSEA)) і IST стала однією із перших її членів-співзасновників. Наразі діяльність асоціації, окрім спорту, охоплює і мистецтво і науки.

## Структура
Школа розташовується у двох кампусах — початкової та середньої школи і управляється Радою директорів, яку обирають батьки учнів на термін 3 роки. Директори обох кампусів входять до складу Ради і є підзвітними Правлінню. 
Кампус початкової школи має 35 навчальних класів, 2 наукові лабораторії, 2 комп’ютерні кабінети, музичну кімнату, кімнату художньої творчості, драматичну студію, бібліотеку, аудіовізуальну кімнату, басейн та спортивний майданчик.
Кампус середньої школи розташований за декілька миль і має 31 навчальний клас, 7 наукових лабораторій, бібліотеку, 2 кабінети мистецтв, 3 комп’ютерні класи, аудіовізуальний театр, багатофункціонального залу, музично-драматичний центр, басейни для плавання та дайвінгу і спортивний майданчик.

## Освітні програми
Освітні програми охоплюють процес навчання і виховання учнів від 3 до 19 років і включають:
- «IB Primary Years Programme» (укр. Програма ранніх років — програма початкової освіти, орієнтована на дошкільнят та учнів молодших класів — до 5 класу включно);
- «IB Middle Years Programme» (укр. Програма середніх років — програма базової середньої освіти, орієнтована на учнів середніх класів — від 6 по 10 класи);
- «IB Diploma Programme» (укр. Програма для здобуття диплома — програма повної загальної середньої освіти, орієнтована на учнів старших класів — 11, 12 класи).

Дипломи про повну середню освіту міжнародного бакалаврату (англ. The IB diploma) надають можливість здобувати вищу освіту та приймаються і визнаються більше, ніж 2 337 університетами у 90 державах світу.
Завдяки акредитації школи та освітніх програм Асоціацією коледжів та шкіл Середніх Штатів, свідоцтва про повну середню освіту надають можливість здобувати вищу освіту та приймаються і визнаються у всіх коледжах та університетах Північної Америки. Найбільша кількість випускників продовжує навчання у Сполученому Королівство Великої Британії та Північної Ірландії, США та Канаді.
Школярі, які планують здобувати вищу освіту у Танзанії чи у інших країнах, що визнають і приймають свідоцтва про повну загальну освіту Танзанії, навчаються за національними освітніми програмами.
Школа також є центром тестування PSAT, SAT і TOEFL та надає послуги із вивчення англійської ESL учням до 10 класу включно.

## Процес навчання
Процес навчання і виховання учнів обох кампусів від 3-річного віку і до закінчення коледжу повністю охоплений програмами міжнародного бакалаврату. Учні дитячого садочка і початкових класів навчаються і виховуються за «Програмою ранніх років, раннє дитинство» (англ. Early Childhood Primary Years Programme), учні початкових класів — за «Програмою ранніх років» (англ. Primary Years Programme), учні середніх класів — за «Програмою середніх років» (англ. Middle Years Programme). Учні випускних класів навчаються за «Програмою для здобуття диплома міжнародного бакалаврату» (англ. International Baccalaureate Diploma Programme).
Перший семестр навчального року починається в середині серпня і закінчується у грудні. Другий семестр починається в січні і закінчується до середини червня.